# Řídelov
Řídelov (en allemand : Ridelau) est une commune du district de Jihlava, dans la région de Vysočina, en République tchèque. Sa population s'élevait à 84 habitants en 2024.

## Géographie
Řídelov se trouve à 7 km au nord-ouest de Telč, à 23 km au sud-ouest de Jihlava et à 117 km au sud-est de Prague.
La commune est limitée par Batelov au nord-ouest, par Růžená au nord-est, par Doupě à l'est, par Vanůvek au sud, et par Řásná au sud-ouest et à l'ouest.

## Histoire
La première mention écrite de la localité date de 1355.

## Transports
Par la route, Řídelov se trouve à 9 km de Telč, à 30 km de Jihlava et à 145 km de Prague.